# Aegus fukiensis
Aegus fukiensis es una especie de coleóptero de la familia Lucanidae.

## Distribución geográfica
Habita en China y Vietnam.